# Bartolomeo Gradenigo
Bartolomeo Gradenigo, född 1263, död 1342, var en venetiansk doge. Han var regerande doge av Venedig 1339-1342. 